# Keronoja
Keronoja is een beek, die stroomt in de Zweedse provincie Norrbottens län. De Syväoja ontstaat op de westhellingen van de berg Kuusivaara en stroomt dan zuidoostwaarts. Zij stroomt samen met de Syväoja en stroomt uiteindelijk in de Sompasenoja. Ze is ongeveer 42 kilometer lang.